# Tarka csíkbogár
A tarka csíkbogár (Platambus maculatus) a rovarok (Insecta) osztályának a bogarak (Coleoptera) rendjébe, ezen belül a csíkbogárfélék (Dytiscidae) családjába tartozó faj.

## Előfordulása

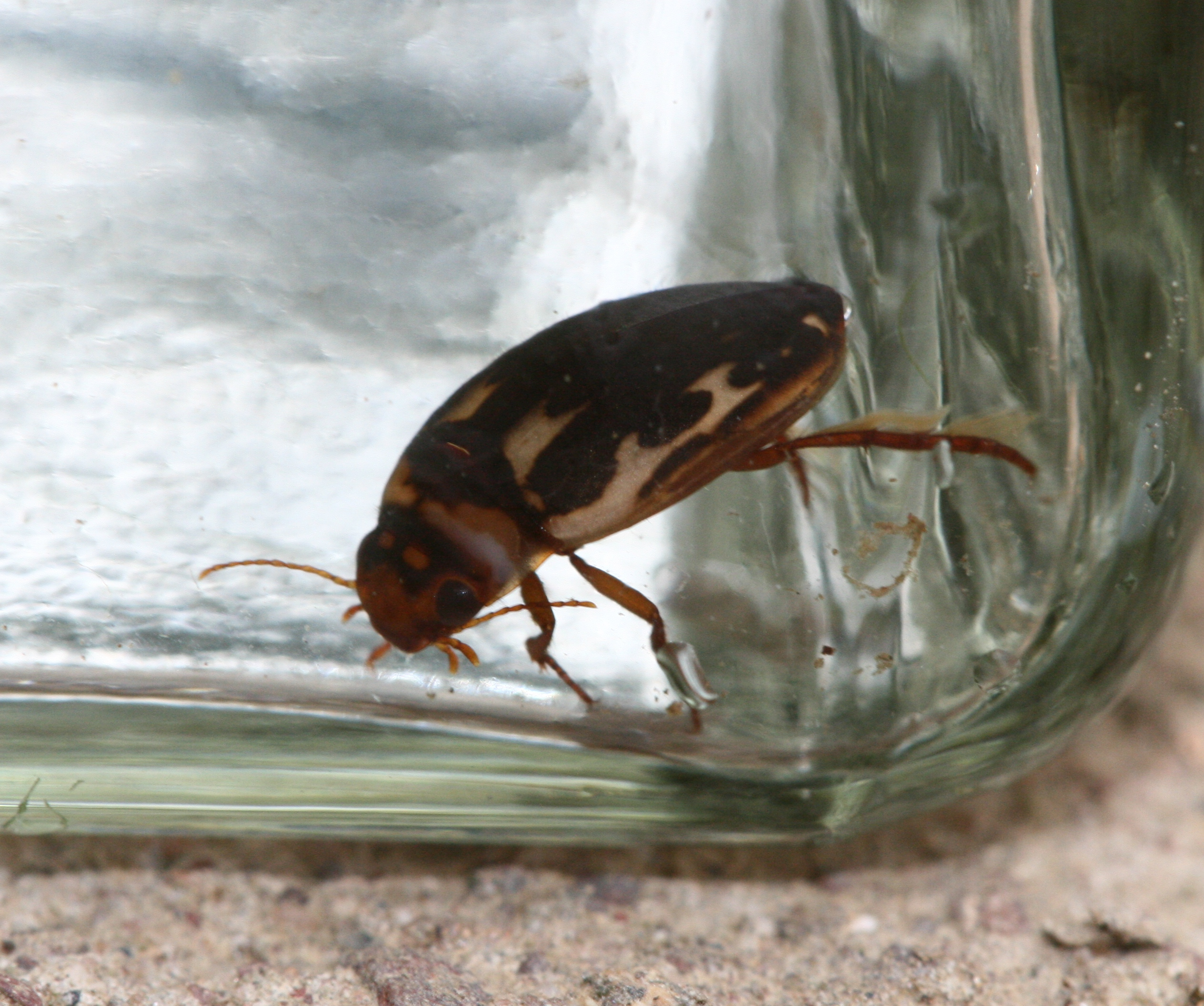
Kifogott példány

A tarka csíkbogár Közép-Európában mindenütt előfordul és többnyire gyakori.

## Megjelenése
Ez a rovar kisebb termetű, 7-8,5 milliméter hosszú csíkbogár, igen feltűnő rajzolattal. Alapszíne sárgás vagy vörösessárga, de a feje hátul (a fejtető 2 foltjának kivételével), az előtor elülső és hátulsó szegélye, a szárnyfedők töve, varrata, csúcsa és a 4 többé-kevésbé összefolyó és megszakított, kanyargós sáv sötét bronzbarna színű. E mintázat kiterjedése erősen változó; vannak állatok, melyek szárnyfedői túlnyomóan sötétek, másoknál a sárgás alapszín uralkodik. Az alsótest és a lábak rozsdavörösek. A hímnél az elülső és a középső lábfejek kissé kiszélesedtek, alul azonban tapadókorong nincs rajtuk. Az állatok hátulsó lábaikat úszáskor együtt mozgatják, a lábszárakon és a lábfejeken hosszú úszóserték vannak.

## Életmódja
A tarka csíkbogár folyóvizekben él. Hegyi patakokban a leggyakoribb.